# ペッテリ・サリオラ
ペッテリ・サリオラ（Petteri Sariola, 1984年10月15日 - ）はフィンランドのアコースティック・ギタリスト。スラム奏法と呼ばれる演奏方法を編み出し、押尾コータローにも影響を与えた。自身のバンドDEAD SIRIUS 3000としても活動している。

## 経歴
1984年、フィンランド生まれ。ヘルシンキ郊外のエスポーで五代続く音楽一家に生まれる。7歳の時にクラシックギターを始めるが、マイケル・ジャクソンの音楽に出会い、ポップスやロックを好むようになる。そのためバンドを組みエレキギター、ベース、ドラムを一通り経験する。
その後、マイケル・ヘッジスの影響を受け、アコースティックギターの特殊奏法に目覚める。そのため彼の楽曲はオープン・チューニングやスラップ、タッピングなどを駆使したものが多い。
また、ベースのスラップ奏法、アコースティックギターのボディを叩くヒッティングを取り入れ、それらを組み合わることによって、ドラムのバス、スネアの様な音を出しつつギターを弾くスタイル、いわゆるスラム奏法を確立した。彼はこれをスラム奏法と名付けており、YouTubeでもその奏法による楽曲と演奏方法を公開している。
押尾コータローなど日本のアコースティックギタリストも影響を受けてこの奏法を使用しており、特に押尾コータローはペッテリ・サリオラを絶賛し、ライブでも共演している。
楽曲はインストゥルメンタルのみならず、自身でヴォーカルを取る歌も多く、作詞作曲ともに手がける。
近年はPetteri Sariola(Gt&Vo)、Tapio Backlund(Ba)、Jukka Backlund(Drums&Key)でバンドを結成し、DEAD SIRIUS 3000としても活動している。キングレコードと契約し、もののけ姫やルパン三世の楽曲も収録されたカヴァーアルバムTHROUGH THE EYES OF OTHERS(直感)は日本で先行発売された。

## ディスコグラフィー

### Petteri Sariola
- SILENCE! (2007)
- PHASES (2009)
- THROUGH THE EYES OF OTHERS(直感) (2013)
- RESOLUTION(究明)(2017)

### DEAD SIRIUS 3000
- GET SIRIUS (2013)